# Пунжина, Александра Васильевна
Александра Васильевна Пунжина (20 мая 1934, Калинин, РСФСР, СССР — 30 декабря 2020, Петрозаводск, Республика Карелия) — карельский ученый-филолог, диалектолог, лексикограф, составитель карельско-русского словаря.

## Биография
Родилась в городе Калинин в карельской семье. Родители были родом из окрестностей села Толмачи Лихославльского района: Василий Иванович из деревни Курганы, Евдокия Феоктистовна из деревни Спорное. В семье говорили только на карельском языке, поэтому Александра Васильевна отлично владела его толмачевским диалектом. В 1937 году по «карельскому делу» были арестованы десятки тверских карелов. Среди них оказался и Василий Иванович Пунжин. На свободу его отпустили в 1938 году, но вскоре призвали на Великую Отечественную войну. Семья же была вынуждена переехать обратно в Толмачи, где Александра Васильевна и ее старший брат Вениамин окончили школу.
В 1953 году поступила в Карело-финский государственный университет на отделение русского языка и литературы историко-филологического факультета. В студенческие годы она работала под руководством Г. Н. Макарова в составе экспедиций к тверским карелам по заполнению «Программ по собиранию материала для диалектологического атласа карельского языка» (под ред. Д. В. Бубриха). После окончания университета молодой специалист по распределению уехала работать учителем русского языка и литературы на о. Валаам, затем несколько лет проработала в школе г. Петрозаводска.
В конце 1965 года Александру Васильевну Пунжину пригласили на должность научного сотрудника в сектор языкознания Института языка, литературы и истории Карельского научного центра РАН. В 1977 г. в Тартуском университете она защитила кандидатскую диссертацию по теме «Именные категории в тверских говорах карельского языка», материал для которой был собран в трех диалектных группах карелов — весьегонской, толмачевской и держанской.
Одновременно с исследовательской деятельностью Александра Васильевна занималась сбором лексики для «Словаря карельского языка: тверские говоры». К этой работе она приступила еще в 1966 году. К тому времени А. А. Беляковым был составлен словник будущего словаря, В. Е. Злобина записала первые полевые материалы. На начальном этапе работы над словарем в ней принимала участие В. П. Федотова. Летом 1966 года состоялась их первая совместная экспедиция в родной для Александры Васильевны Лихославльский район Калининской области. Были обследованы практически все карельские деревни района. Александра Васильевна вспоминала: «Сразу почувствовалось вхождение людей в язык. Удалось зафиксировать прекрасную карельскую речь». Поездка вызвала такой энтузиазм, что тем же летом она снова отправилась на Верхневолжье, теперь уже к карелам Спировского района. Александра Васильевна с удовольствием вспоминает и рассказывает о беседах с информантами: «Я осознала огромную ценность людей в процессе изучения языка. Была поставлена задача: ездить дальше и дольше». В последующие годы были обследованы Лихославльский, Спировский, Рамешковский, Максатихинский, Лесной, Весьегонский районы. Материал записывался на магнитофон и карточки. Наряду со сбором материала по словнику использовался опрос по тематическим сборникам. Во время отпусков Александра Васильевна также собирала языковой материал в тверских деревнях.
Работа над словарем была приостановлена в связи с тем, что в 1979 году А. В. Пунжина была назначена ученым секретарем Института языка, литературы и истории, а с февраля 1983 по 1986 г. работала ученым секретарем Президиума Карельского филиала АН СССР.
«Словарь карельского языка: тверские говоры» А. В. Пунжиной (1994) является одним из важнейших звеньев в ряду диалектных словарей карельского языка. Александре Васильевне удалось максимально полно и точно зафиксировать лексику тверских толмачевского и весьегонского диалектов. Словарь содержит около 17 тыс. слов, значения которых отражены в иллюстрациях. Он послужил базой для становления карельской письменности, основанной на толмачевском диалекте карельского языка, и до сих пор является фундаментом в процессе его развития. Наличие довольно подробного регистра позволяет восполнить отсутствие русско-карельского словаря тверских карельских диалектов.
К одной из важнейших заслуг Александры Васильевны относится работа над «Диалектологическим атласом карельского языка. Тверские говоры» (1997). К идее создания атласа Д. В. Бубрих пришел в 1930 году, вскоре началась работа по сбору материала в Республике Карелия. Атлас был готов к изданию в 1956 году, но не издавался по различным причинам. К работе над атласом вернулись в 90-е годы в рамках совместного проекта с Научно-исследовательским центром языков Финляндии. Встала проблема его дополнения тверскими карельскими данными. Упорядочением и уточнением имеющихся экспедиционных материалов занялась лучший знаток диалектов А. В. Пунжина. В начале 1990-х она определила пункты картографирования и подготовила для атласа 209 карт по тверским диалектам карельского языка. Одновременно Александра Васильевна занималась сбором материала для «Лингвистического атласа прибалтийско-финских языков».
Значительная коллекция тверских материалов (около ста единиц хранения), записанных А. В. Пунжиной в многочисленных экспедициях,
как одиночных, так и совместных, в том числе с финляндскими исследователями Пертти Виртарантой и Лаури Хонко, хранится в Фонограммархиве ИЯЛИ КарНЦ РАН. Лишь часть из них расшифрована и опубликована в изданиях «Прибалтийско-финское языкознание» (1971), «Näytteitä karjalan kielestä» (1994). Поездка к карелам Зубцовского района Тверской области произвела на исследователя неизгладимое впечатление. «Притягивала особенность говора», — делилась Александра Васильевна. В 2001 году вышел сборник текстов «Слушаю карельский говор», содержащий расшифровки дёржанских и валдайских записей карельской речи. Своего времени ждут ценные с этнографической и лингвистической точек зрения рукописные расшифровки А. В. Пунжиной.
Выйдя на пенсию, она вернулась к работе над расшифровками и к дополнению словаря. Консультировала начинающих специалистов по карельскому языку, делилась своими воспоминаниями о работе в экспедициях.
Александры Васильевны Пунжиной не стало 30 декабря 2020 года. Она похоронена в Петрозаводске на участке почетных захоронений Сулажгорского кладбища.